# Szpic niemiecki duży
Szpic niemiecki duży − jedna z ras psów należąca do grupy szpiców i ras pierwotnych. Typ lisowaty.

## Rys historyczny
Rasa powstała w XIX wieku. Przodkowie tych psów zostali prawdopodobnie przywiezieni do Holandii i Niemiec przez wikingów.

## Charakter i usposobienie
Szpic niemiecki jest zawsze uważny, żywotny i niezwykle oddany swemu właścicielowi. Jest pojętny, nie ma zaufania do obcych oraz brak instynktu myśliwskiego co sprawia, że jest idealnym psem stróżującym, mimo iż jego pierwotnym przeznaczeniem było towarzyszenie człowiekowi. Zaletami tej rasy jest także to, że nie jest agresywna ani płochliwa. Obojętność na warunki pogodowe, krzepkość oraz długowieczność to jego najbardziej niezwykłe cechy. 

## Wygląd
Szpice urzekają z powodu swej pięknej, puchatej dzięki obfitemu podszyciu, szaty. Szczególnie zwraca na siebie uwagę bujna przypominająca grzywę kryza oraz obficie owłosiony ogon, noszony dumnie nad grzbietem. Psy te maja ”lisi” kształt głowy z czujnymi oczami. Jego małe, spiczaste, osadzone blisko siebie uszy nadają mu niepowtarzalny, zadziorny wygląd.